# Caderousse
Caderousse é uma comuna francesa na região administrativa da Provença-Alpes-Costa Azul, no departamento de Vaucluse. Estende-se por uma área de 32,39 km². Em 2010 a comuna tinha 2 708 habitantes (densidade: 83,6 hab./km²).